# Fondation d'Aguesseau
Pour les articles homonymes, voir d'Aguesseau.
La Fondation d'Aguesseau, dénommée d'après le magistrat et ministre de la Justice Henri François d'Aguesseau, est une personne morale de droit privé reconnue d'utilité publique par décret du 9 juin 1954.
Elle a pour but de venir en aide, sous toutes ses formes, aux agents du ministère de la Justice français. Ainsi, tous les personnels, actifs ou retraités bénéficient des prestations et des actions de la fondation quelle que soit leur catégorie, leur direction ou encore leur localisation géographique.
L’action de la fondation comprend notamment l’octroi d’aides et de prêts sociaux et d’aides et de prêts au logement, l’organisation de séjours de vacances (jeunes, adultes et familles), la participation à l’offre de logements et la gestion de trois sites de restauration collective parisiens.
L'action de la fondation s'inscrit plus largement dans l'action sociale du ministère de la Justice au bénéfice des agents. Dans ce cadre, la fondation travaille en coopération avec, entre autres : le bureau de l'action sociale et des conditions de travail, le CNAS, les assistants de service social, les associations de tourisme social familial, les associations agréées Jeunesse et Sports, les grands organismes de réservation de logements.
Administrée par un conseil d’administration de 20 membres dont 7 désignés par les organisations syndicales professionnelles. 
Dotée d’un bureau chargé d’instruire toutes les affaires soumises au conseil d’administration et de pourvoir à l’exécution de ses délibérations, la fondation est soumise au contrôle d’un Commissaire aux comptes et est astreinte à la surveillance des pouvoirs publics.

## Budget
Le ministère français de la Justice accorde environ 9 millions d'euros annuels à la Fondation d'Aguesseau.